# Comédie de Bourges
La Comédie de Bourges est une compagnie créée le 5 avril 1961 au Théâtre municipal Jacques-Cœur à Bourges.
En 1962, Pierre Gavarry en est nommé directeur général.
Émile Biasini, directeur du Théâtre, de la Musique et de l'Action Culturelle du Ministère inaugure le 12 octobre 1963 la première Maison de la Culture de Bourges. La Comédie de Bourges devient centre dramatique national.
Le 18 avril 1964, André Malraux, Ministre d'État chargé des Affaires Culturelles, inaugure officiellement la Maison de la Culture dirigée par Gabriel Monnet. 
En 1969, le centre dramatique national est transféré à Nice sous la direction de Gabriel Monnet. La Comédie de Bourges disparait. 